# جورج بوغدان
جورج بوغدان (بالرومانية: George Bogdan)‏ هو طبيب روماني، ولد في 18 مايو 1859، وتوفي في 1930.